# Veit Heinrich Truchseß von Wetzhausen
Freiherr Veit Heinrich Truchseß von Wetzhausen (* 29. Februar 1644 in Wildenheid; † 15. November 1710 in Wetzhausen) war kaiserlicher General der Kavallerie. Er war Herr von Meylas, Massach und Manau sowie kaiserlicher wirklicher Rat und Ritterhauptmann des Ritterkantons Baunach. Er starb als letzter seiner Linie.

## Herkunft
Seine Eltern waren der Leutnant Joachim Ulrich Truchseß von Wetzhausen (* 26. Mai 1612; † 10. Oktober 1661) und dessen Ehefrau Martha Amalie von Rotenhan (* 20. Januar 1621; † 12. April 1693). Zwei seiner Brüder starben im Militärdienst.

## Leben
In der kaiserlichen Armee wurde er 1688 als Oberst im Kavallerieregiment Götz. Am 14. Dezember 1691 erhielt er das Kürassierregiment Dünewald und am 24. Dezember 1691 wurde er zum Generalfeldwachtmeister ernannt. Am 14. Januar 1695 wurde er Feldmarschall-Lieutenant. Am 22. September 1695 war er Teil des Korps Veterani, als es im Gefecht bei Lugos von Sultan Mustafa II. mit ca. 30.000 Mann angegriffen wurde. Die Veterani konnten zwei Angriffe abwehren, beim dritten Angriff wurden die österreichischen Linien durchbrochen. Der Feldmarschall Veterani geriet verwundet in Gefangenschaft und wurde enthauptet. Die Kavallerie unter Truchseß konnte mit ca. 1700 Mann entkommen.
Im Jahr 1697 ging er in den Ruhestand, noch am 30. Juli 1708 wurde er zum General der Kavallerie ernannt.

## Familie
Wetzhausen war mehrfach verheiratet. Er heiratete am 2. Februar 1696 Sophia Rosine von Bibra (* 19. November 1663; † 10. Februar 1701). Nach dem Tod seiner ersten Frau heiratete er am 15. Januar 1704 Rosine Maria von Spessart (* 22. Dezember 1657; † 4. Februar 1705). Als letztes heiratete er am 31. Oktober 1706 die Freiin Magdalena Regina von Jöbstelsberg (* 1667). Diese Ehe blieb kinderlos. Die Witwe stiftete ihr Erbe 1733 den Fräuleinstift Weißenbach.